# あゆみ・かな・まりやのらじおPW
あゆみ・かな・まりやのらじおPW（あゆみかなまりやのらじおピーダブリュー）は、PSP専用ゲームソフト『(PW)Project Witch』に関連したインターネットラジオ番組。パーソナリティは、辻あゆみ、花澤香菜、伊瀬茉莉也。

## 概要
『(PW)Project Witch』の紹介など。

## 配信
- 配信サイト：(PW)Project Witch公式サイト
- 配信期間：2009年5月8日 - 7月31日（毎週金曜日）

## パーソナリティ
- 辻あゆみ（マール役）
- 花澤香菜（リルテ役）
- 伊瀬茉莉也（シェル役）

## 番組コーナー
- ふつおた
- 集まれ着せ隊員!!
(PW)Project Witchのキャラクターに着せたい衣装をリスナーから募集し、パーソナリティ3人が番組中に絵を描くコーナー。描いた絵は公式サイトに掲載される。
- お残り絵日記
番組最後にパーソナリティ1人が残って絵日記を書くコーナー。書いた絵日記は公式サイトに掲載される。

## ゲスト
- 第08回（2009年6月26日） - 新谷良子
- 第10回（2009年7月10日） - 豊崎愛生
- 第11回（2009年7月17日） - MAKO